# Algenkraftstoff

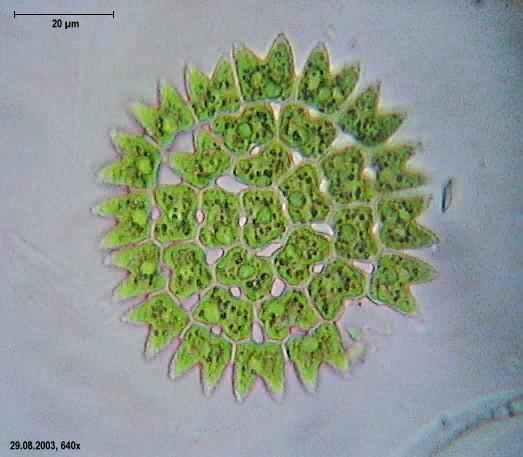
Die Mikroalge Pediastrum duplex

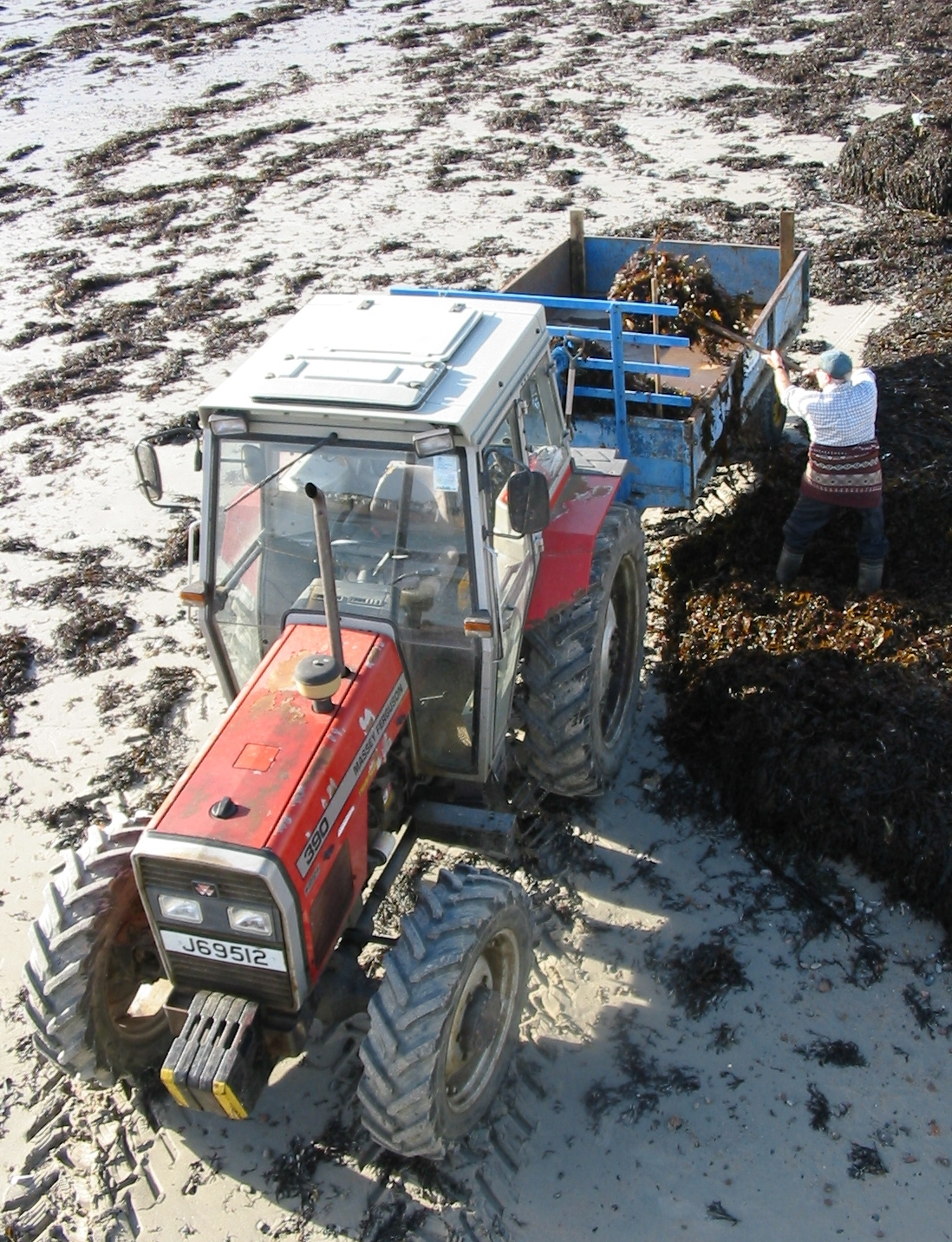
Bergung von Makroalgen in Nordfrankreich

Algenkraftstoff ist ein Treibstoff, der aus Algen gewonnen wird. Als Algen werden Photosynthese betreibende, im Wasser lebende Lebewesen zusammengefasst, die phylogenetisch nicht näher verwandt sein müssen. Die meisten leben entweder in Süß- oder Salzwasser. Algen bestehen aus vielen verschiedenen Verbindungen und können durch unterschiedliche Verfahren als Biokraftstoff genutzt werden. Meist wird zwischen vier verschiedenen Algenkraftstoffen unterschieden:
- Biodiesel: Aus einigen Algenarten kann Öl gewonnen werden. Dieses kann durch Umesterung in einen Kraftstoff umgesetzt werden, dessen Eigenschaften mit Dieselkraftstoff vergleichbar sind.
- Bioethanol: Die Kohlenhydrate, die einen großen Anteil der Algenmasse ausmachen, könnten durch alkoholische Gärung zu Ethanol umgesetzt werden.
- Biogas: Durch Vergärung der Algenmasse zu Methan (CH4) und Kohlendioxid (CO2) kann energiereiches Biogas produziert werden.
- Biowasserstoff: Einige Algenarten bilden unter bestimmten Bedingungen Wasserstoff (H2).

## Algenkultur
Bisher dient die Kultivierung von Algen vor allem der Bereitstellung von Rohstoffen für die chemische und pharmazeutische Industrie sowie zur Bereitstellung von Lebensmittelzusätzen bzw. als Nahrungsmittel. Es werden Arten der vielzelligen Makroalgee (z. B. Braunalgen, Laminaria sp., Palmaria sp.) oder der ein- bis mehrzelligen Mikroalgen (z. B. Chlorella sp.) und Cyanobakterien (Blaugrünbakterien, veraltet „Blaualgen“, z. B. Spirulina, d. h. Arthrospira sp.) eingesetzt. Für die Ethanolproduktion kommen kohlenhydratreiche Arten wie Sargassum sp., Gracillaria sp., Prymnesium parvum oder Euglena gracilis in Frage.
Diese können entweder aus natürlichen Beständen oder aus Kultivierungen stammen. Bei Untersuchungen zur Herstellung von Algenkraftstoff werden Arten beider Klassen eingesetzt. Unterschiedliche Kultivierungssysteme kommen zum Einsatz:

### Kultivierung in offenen Becken
Die Algenanzucht kann durch Aquakultur, z. B. in offenen Becken, geschehen. Eine Kontrolle der Bedingungen ist bei diesem Verfahren nur sehr begrenzt möglich, so dass das hohe Wachstumspotential der Algen nur begrenzt ausgeschöpft werden kann.

### Kultivierung in Algenreaktoren
Algenreaktoren sind geschlossene Systeme in Form von Glasröhren, -platten oder -säulen. Es können nur freischwimmende Mikroalgen eingesetzt werden. Vorteil des Systems ist, dass eine deutlich vergrößerte Oberfläche besteht, so dass mehr Licht einfallen kann. Zudem können Bedingungen wie Nährstoff-, CO2- und O2-Konzentration, Temperatur, Durchmischung etc. besser kontrolliert werden. Gegenüber landwirtschaftlichen Kulturen kann pro Fläche ein Vielfaches an CO2 gebunden werden. Allerdings sind hohe Investitions- und Betriebskosten notwendig.
Das für die Kultivierung notwendige CO2 kann aus Verbrennungsprozessen, beispielsweise von Kohlekraftwerken, stammen. Die Verwendung von Luft hat den Nachteil, dass die CO2-Konzentration mit 0,038 % sehr gering ist und hohe Kosten für die Gaseinblasung entstehen.

## Kraftstoffherstellung
Die Algen müssen bei der Kultivierung in offenen Becken zunächst geborgen werden. Bei der Kultivierung in Bioreaktoren erfolgt die Abtrennung der gering konzentrierten Algen aus der wässrigen Nährlösung durch Zentrifugation oder Filtern. Die anschließenden Verfahrensschritte befinden sich meist noch in der Entwicklung. Bei Algen mit hohem Ölgehalt kann beispielsweise ein Abpressen oder eine Extraktion mit Hilfe von Hexan erfolgen. Das Öl enthält vor allem Terpene, die zu Kraftstoff weiterverarbeitet werden können. Die Verfahren zur Herstellung von Ethanol und Biogas könnten von bestehenden Anlagen, die andere Rohstoffe einsetzen, abgeleitet werden. Neben unveränderter Algenmasse könnten hier auch die Pressrückstände der Ölgewinnung verwendet werden. Biowasserstoff könnte als ein Gasgemisch mit Sauerstoff (O2) direkt aus dem Bioreaktor gewonnen werden.

## Vor- und Nachteile
Derzeit wird intensive Forschung betrieben, um Algen für die Herstellung von Biokraftstoffen und zur CO2-Abtrennung nutzbar zu machen. Verschiedene Vorteile und Nachteile von Algenkraftstoff werden angeführt:

### Vorteile
- Der Ertrag pro Fläche ist bei Kultivierung in Algenreaktoren deutlich höher als bei der landwirtschaftlichen Produktion von Biomasse. So wird die Produktivität von Mikroalgen gegenüber Raps mit 15-fach besser angegeben[6], gegenüber Mais wird der Faktor 10 genannt.[5]
- Bei der Kultivierung von Algen kann CO2 aus Abgasen, z. B. von Kohlekraftwerken, abgefangen und als Biomasse fixiert werden.
- Es müssen keine wertvollen Ackerflächen für den Algenanbau verwendet werden.

### Nachteile
- Der Flächenbedarf für das vollständige Abfangen des CO2 aus den Abgasen eines Kohlekraftwerks ist sehr hoch. Bei einem Kohlekraftwerk mit 1100 MW Leistung und jährlich 5,4 Mio. t CO2-Ausstoß wären nach Schätzungen zwischen 21.500 und 64.500 ha (215 bis 645 km2) mit Mikroalgenreaktoren zu bestücken. Bei Kosten von 100.000 bis 150.000 €/ha wären Gesamtinvestitionen im Milliardenbereich notwendig.[5] Eine zu Ende 2008 von RWE Power in Betrieb genommene Pilotanlage hat eine Größe von 600 m2, was im Idealfall 1/300.000 der notwendigen Fläche entspräche.[7]
- Die Betriebskosten sind ein weiterer wichtiger Faktor. Schätzungen gehen von 30.000 bis 40.000 € pro ha und Jahr aus.[5] Das Umweltbundesamt schätzt die Kosten für die Algenkultivierung zur CO2-Fixierung ebenfalls extrem hoch ein und sieht zudem derzeit im Produktionsablauf keine Schritte, die signifikante Kosteneinsparungen erwarten ließen.[6]
- Der Energieaufwand für die Produktion ist hoch. Beispielsweise sind das Pumpen der Algensuspension und das Abtrennen der niedrigkonzentrierten Biomasse durch Zentrifugation oder Filtration sehr energieintensiv.
- Im Winter ist die Produktivität deutlich geringer, da die Algen zum einen bei höheren Temperaturen besser wachsen, zum anderen ist die Sonneneinstrahlung und damit die Photosyntheseleistung deutlich geringer.

## Ausblick
Derzeit investieren viele Unternehmen, vor allem aus dem Bereich der Energieerzeugung und der Ölförderung, in die Entwicklung von Algenkraftstoffen. So plant beispielsweise Exxon gemeinsam mit Synthetic Genomics Incorporated ein 600-Millionen-US-Dollar-Projekt zur Erzeugung von Algenbiokraftstoff.
RWE erforscht in einer Pilotanlage die Kraftwerkabgasreinigung mittels Algen. Der US-Luftfahrt-Konzern Boeing hat verkündet, bereits Testflüge mit Algenkraftstoff zu planen. In Deutschland wurde unter dem Dach der DECHEMA ein Arbeitskreis „Algenbiotechnologie“ gegründet.
Bisher werden aber keine kommerziellen Anlagen zur Erzeugung von Biokraftstoffen betrieben. Ein Unternehmen in Klötze (Sachsen-Anhalt), das Algenreaktoren wirtschaftlich einsetzt, ist dazu nur in der Lage, weil die gewonnene Algenmasse zu Nahrungsergänzungsmitteln verarbeitet wird, die vergleichsweise hochpreisig verkauft werden können. Trotz zahlreicher Pilotprojekte und hoher Forschungsinvestitionen schätzt das Umweltbundesamt das Potenzial von Mikroalgen zur Herstellung von Biodiesel gering ein und nimmt auch bei weiterer Optimierung Literpreise von 50 Euro an. Auch die Biowasserstoff-Herstellung wird als ineffizient angesehen und wesentliche Fortschritte erst in etwa zehn Jahren erwartet. Die CO2-Fixierung mittels Mikroalgen wird als zu teuer bewertet und in absehbarer Zukunft keine durchschlagenden Entwicklungen erwartet.
In Großbritannien laufen derzeit Projekte, deren Ziel es ist, mit Hilfe von Algen verschiedene Schwermetalle aus toxischem Grubenabwasser herauszufiltern und diese für die Herstellung von Biokraftstoff zu nutzen. Erste Versuche hierzu zeigen Erfolge bei der Extraktion von Schwermetallen aus dem Wasser durch die Algen. Jedoch bleibt noch offen, inwiefern die gezüchteten Algen weiterverarbeitet werden können.